# 定額僧
定額僧（じょうがくそう）は、古代律令制において、寺院などに定められた一定数の僧侶、あるいはその僧侶自身のこと。
「定額」は定員を意味し、律令制においては課税逃れを防ぐため、朝廷は寺院に対して僧侶の定員遵守を厳しく求めた。最古例として、奈良時代の天平13年（741年）に諸国の国分寺に対して僧20人、同じく国分尼寺に対して尼10人の定額を設定したことが挙げられる。平安時代に入ると、弘仁13年（823年）に東寺50人など各種の官寺に対して定額僧が定められた。
定額僧の数は常に維持されることが望まれ、欠員が生じた場合にはこれを補う事が許された。また、定額を維持するために朝廷より供御米を与えてその財政を助けたという。